# Sejm zwyczajny 1677
Sejm 1677 – sejm zwyczajny I Rzeczypospolitej został zwołany 4 grudnia 1676 roku (zaplanowany na 4 stycznia 1677 roku) do Warszawy. 
Sejmiki przedsejmowe w województwach odbyły się 10–17 grudnia 1676 roku, a sejmik główny mazowiecki 4 stycznia 1677 roku. 
Marszałkiem sejmu obrano Władysława Michała Skoraszewskiego chorążego koronnego. Obrady trwały od 14 stycznia do 26 kwietnia 1677 roku. 